# Trío Reynoso
El  Trío Reynoso fue un grupo de  merengue típico dominicano. 
Sus miembros fueron el acordeonista y vocalista Pedro Reynoso, el güirero y vocalista Domingo Reynoso (hermano de Pedro), el percusionista Francisco Pancholo Esquea en la tambora, y el marimbero (y también güirero) Milcíades Hernández, conocido como "Chirichito".  
El Trío Reynoso se constituyó una agrupación muy popular durante y después de la era de Trujillo, proyectándose también en Cuba, Puerto Rico y otras partes de Latinoamérica. 
Algunas de sus canciones populares son:  "Juanita Morel", "Alevántate", "Chanflin", "El Pichoncito", "María Luisa", "El Picotiao" y "La Lisa".

## Discografía

### Merengues Trío Reynoso
- Mi mujer de oro
- Adela
- Desiderio Arias
- Las tres muchachas
- La maya prendía
- El guaba
- Guisando
- Canto de hacha
- Mi desengaño
- Te cayó gas
- El tira y jala
- La niña que no da amor

### 15 éxitos de siempre con el original (1993)
1. Juanita Morel
2. Fiesta
3. Ay Caramba
4. El café de Comay Juana
5. Dolorita
6. Dolores la buenamoza
7. Alevántate
8. Compadre Pedro Juan
9. Conformidad
10. La subidora
11. Ta' buen piquero
12. Tin Tin Tin "Feliciana"
13. La serranía
14. La enrama
15. La ligadura

### Trío Reynoso merengues
- La nena
- El chemisse
- El papujito
- La espinita
- Virgen de la Altagracia
- La lisa
- Baila conmigo
- La mujer santa
- La mano de dios
- Mátame con tu cuchilla

### Trío Reynoso cibao adentro
- De que es que priva Dolores
- Las flores
- El sinverguenzón
- Los algodones
- El serrucho
- Cibao sdentro
- El comisario
- Compay Cucu
- Hasta el río
- Juanita Morel
- Los Mangos
- Cualquiera Va

### A bailar merengue con el Trío Reynoso (1956)
1. Lucero de la mañana
2. Teresita
3. El colita blanca
4. El mosquito
5. El guaba
6. El merequetén
7. Aguardiente ven
8. Conformidad
9. Oye mi merengue
10. Encalácate conmigo
11. Le cogen la seña
12. La justicia

### El chucu chucu
- El chucu chucu
- Emilio mi colega
- Mingo González
- El gallo floreao
- La gina
- Rompe cabezas
- El picoteao
- María Dolores
- La última moda
- Mis tres amores
- Con el alma
- La vieja bruja

### El último de Los Reynoso. Merengues
- La muerte De Martín
- Ay! la vida
- Rosa se llamaba
- La caravana
- A la buena de Dios
- La 7 pasadas (solo acordeón)
- La mamajuana
- La mujer más bella
- Recuerdo a Ramona
- No me llames por tu nombre

### Perico ripiao con el original Trío Reynoso Vol. 3 (1958)
1. El hombre marinero
2. Tolinlanla
3. La subidora
4. Monto mi caballo
5. Ahora si hay melao
6. Conformidad
7. Tin tin tin "Feliciana"
8. La serranía
9. Ay mi Dios
10. Llorar de amores

### Merengue tradicionales/Juana Mecho
- Juana Mecho
- Heroína
- Picoteao
- No Me Importa
- San Antonio
- Pintalabio
- Se Seca La Grama
- Lo Que a Mi Me Pasa
- Adeyda
- Lo Que Tu Pidas
- El Mismo Dolor
- El Bate Domingo

### El original Trío Reynoso en su época de oro
- Con el Alma
- Puro Cibaeño
- Emilio mi Colega
- María Dolores
- Saludos a Miguel
- Chanflin
- Mis Tres Mujeres
- Le voy a dar una pela
- Soñe Contigo
- Juan Gomero
- Las Mercedes
- Tirale Bajito

### Auténticos merengues dominicanos Vol. 3
- De Que Es Que Priva Dolores
- Las Flores
- El Sinverguenzon
- Los Algodones
- El Serrucho
- Cibao Adentro
- El Comisario
- Compay Cucu
- Hasta El Río
- Juanita Morel
- Los Mangos
- Por Una Boricua

### Conjunto Reynoso en 14 selecciones merengue dominicano LP
- Cuidado No Hay Bocina
- La Gualetica
- Llorar de amores
- María Luisa
- El Pichoncito
- El Gallo Floreao
- La Vieja Bruja
- El Cola Blanca
- Emilio Mi Colega
- El Biberón
- Teresita
- Lucero De La Mañana
- La Gina
- Año Nuevo